# Armoriale delle famiglie italiane (Ani-Anz)
Questo è l'armoriale delle famiglie italiane il cui cognome inizia con le lettere che vanno da Ani ad Anz.

## Armi

### Ani
| Stemma | Casato e blasonatura |
| ------ | --- |
|        | Anichini (Firenze) Di rosso, alla torre di due piani d'argento, cimata da una croce d'oro, banderuolata d'azzurro; la torre sinistrata da un leone (o da un leone leopardito) d'oro (citato in ASFI) |
|        | Anichino di Mongardo (Firenze) D'argento, alla banda di rosso, accompagnata nel cantone sinistro del capo da un uccello posato di nero (citato in ASFI) |
|        | Anicita o Anicito (Sicilia) di rosso, all'aquila spiegata, scaccheggiata d'oro e di nero (citato in Mango) di rosso con una aquila scaccheggiata d'oro e di nero colle ali al volo spiegate (citato in NBSC) (Cenno storico in Famiglie nobili di Sicilia (archiviato dall'url originale il 12 febbraio 2018).) |
|        | Aniou o Sicilie (Francia, Sicilia) (la blasonatura non è stata ancora caricata) (citato in UNFE) Immagine nella Biblioteca Estense Universitaria (id. 2500), su bibliotecaestense.beniculturali.it. URL consultato il 9 dicembre 2020 (archiviato dall'url originale il 23 aprile 2019). |
|        | Aniva (Sicilia) d'oro, alla banda di rosso, caricata da sette ferri di lancia del campo (posti in sbarra?), accompagnata da due colombe posate di nero, una in capo ed una in punta (citato in Mango e in DAlena) d'oro con una banda di rosso caricata da sette picche di lancia d'oro accompagnati da due colombe nere, situate una in capo ed una in punta (citato in NBSC) (Cenno storico in Famiglie nobili di Sicilia (archiviato dall'url originale il 12 febbraio 2018).) |

### Ann
| Stemma | Casato e blasonatura |
| ------ | --- |
|        | Anna (Carignano) D'argento, a tre bande, la centrale d'oro, le altre di nero, con il capo d'oro, carico di un cane nascente, di nero (citato in SUBL) |
|        | Anna o D'Anna (Sicilia) Titolo: marchese del Canneto di verde, al giglio d'oro, accostato da due rose dello stesso (citato in Mango e in NBSC) (Cenno storico in Famiglie nobili di Sicilia (archiviato dall'url originale l'11 febbraio 2018).) |
|        | Annelli (Napoletano) (la blasonatura non è stata ancora caricata) (citato in NBNA) |
|        | Annibaldi (Roma) (d'argento, alla gemella in fascia sostenente due leoni affrontati, accompagnata in punta da sei palle poste 3, 2, 1, il tutto di rosso) (immagine in Rust, Annibaldi (PDF). URL consultato il 7 aprile 2017 (archiviato dall'url originale il 4 marzo 2016).) alias D'argento a sei bisanti rossi 3.2.1. sormontati da una fascia rossa, il capo caricato di due leoni d'oro controrampanti (citato in Campidoglio, vol. I, pag. 48) |
|        | Annibaldi (Molise) Di rosso alla gemella d'argento in fascia accompagnata in capo da due leoni controrampanti d'oro e in punta da sei bisanti d'argento ordinati 3, 2, 1 (citato in DAlena) |
|        | Annibaldi (Sezze) (la blasonatura non è stata ancora caricata) |
|        | Annibaldi Biscossi (Livorno) Troncato: nel 1º d'argento, a due leoni affrontati di rosso; nel 2º losangato d'oro e d'azzurro; con la fascia di rosso caricata di cinque palle d'oro, passata sulla troncatura (citato in ASFI) |
|        | Annibaldi Biscossi (Torino) interzato in fascia; al 1º di azzurro, a due leoni d'oro, affrontati e controrampanti; al 2º di rosso, a cinque bisanti d'oro ordinati in fascia; al 3º scaccato d'argento e d'azzurro (citato in SPRE – Vol. I pag. 393 e in SUBL) 2 leoni controrampanti di oro su azzurro - 5 palle di oro poste in fascia su rosso - scaccato di argento e di azzurro (citato in LEOM) alias Interzato in fascia, al 1° di rosso, a due leoni d'oro, affrontati e controrampanti, al 2° di rosso, a quattro bisanti d'oro, ordinati in fascia, al 3° scaccato d'argento e d'azzurro Motto: Non salvat superbia sed humilitas (citato in SUBL) |
|        | Annone (Milano) (la blasonatura non è stata ancora caricata) (Immagine nella Raccolta stemmi Trippini (JPG).) |
|        | Annoni (Milano) Titoli: Conte di Gussola, trattamento di Don e Donna d'oro al castello di rosso, alla ghibellina, sostenente una colomba d'argento; col capo d'oro, carico di un'aquila di nero, coronata del campo Cimiero: l'aquila del capo, nascente (citato in SPRE – Vol. I pag. 393 e Vol. IX pag. 219) castello di rosso (2 torri) merlato alla ghibellina sostenente al centro una colomba di argento su oro - capo d'Impero (citato in LEOM) |
|        | Annono (la blasonatura non è stata ancora caricata) (citato in DAlena) |
|        | Annovazzi (Valtorta) D'azzurro ad una fenice d'argento sulla sua immortalità di rosso, con la campagna d'argento a tre bande di rosso (citato in Stemmi della Val Brembana. URL consultato il 7 aprile 2017 (archiviato dall'url originale il 6 gennaio 2013).) |

### Ano
| Stemma | Casato e blasonatura |
| ------ | --- |
|        | Anois (Francia) Bandato d'argento e d'azzurro di 10 pezzi (citato in DAlena) |
|        | Anolfi o Anulfo (Alessandria) Titolo: signori di Borgoratto Troncato, di rosso al leone coronato, d'oro, illeopardito, e d'argento, alla fascia formata da cinque rombi di rosso, accollati (citato in DAlena e in SUBL)                                                                                    |
|        | Anonall (Veneto) (partito inchiavato di rosso e d'oro, di otto punte e mezzo) (citato in STBV) (immagine dello Stemmario reale di Baviera.) |
|        | Anonall (Veneto) (trinciato inchiavato d'oro e di verde) (citato in STBV) (immagine dello Stemmario reale di Baviera.) |
|        | Anonall (Veneto) (tagliato inchiavato d'oro e di rosso) (citato in STBV) (immagine dello Stemmario reale di Baviera.) |
|        | Anonall (Veneto) (partito: nel 1º fasciato innestato d'azzurro e d'oro; nel 2º di rosso pieno) (citato in STBV) (immagine dello Stemmario reale di Baviera.) |
|        | Anonall (Veneto) (partito inchiavato di rosso e di verde, al palo inchiavato d'oro attraversante sulla partizione) (citato in STBV) (immagine dello Stemmario reale di Baviera.) |
|        | Anonall (Veneto) (partito: nel 1º d'azzurro, a quattro bande ondate d'oro; nel 2º di rosso pieno) (citato in STBV) (immagine dello Stemmario reale di Baviera.) |
|        | Anorea (Sicilia) d'azzurro con una fascia d'oro ed un uccello d'oro passante, accompagnato da una stella dello stesso metallo all'angolo destro del capo, e in punta da tre monti d'oro (citato in NBSC) (Cenno storico in Famiglie nobili di Sicilia (archiviato dall'url originale il 12 febbraio 2018).) |

### Anr
| Stemma | Casato e blasonatura                                                     |
| ------ | ------------------------------------------------------------------------ |
|        | Anrisiis (la blasonatura non è stata ancora caricata) (citato in DAlena) |

### Ans
| Stemma | Casato e blasonatura |
| ------ | --- |
|        | Ansaldi (San Miniato) d'oro al dragone passante di verde colla coda inanellata, terminante in saetta; al capo di Angiò (citato in SPRE – Vol. I pag. 394) drago passante di verde su oro - capo d'Angiò (citato in LEOM) |
|        | Ansaldi (Pisa, San Miniato, Firenze) D'oro, al drago di verde, lampassato di rosso; con il capo d'Angiò (citato in ASFI) (DE) Unter 1 blauem Schildhaupt, darin 1 vierlätziger roter Turnierkragen begleitet von je 1 goldenen Lilie zwischen den Lätzen (Capo d'Angiò), in Gold 1 grüner... (citato in KHIF) |
|        | Ansaldi (Pescia) D'argento, al leone d'oro, coronato dello stesso (citato in ASFI) |
|        | Ansaldi (Nicosia, Palermo) Titolo: barone di Sant'Antonio, nobili dei Baroni di Sant'Antonio d'azzurro, al destrocherio d'argento, impugnante un giglio d'oro e la campagna d'argento, con tre rose unite col fusto in alto (citato in SPRE – Vol. I pag. 395, in PRTS e in NBSC) braccio destro di argento uscente da destra impugnante un giglio di oro su azzurro - 3 rose stelate al naturale i 3 steli uniti e uscenti dalla linea divisoria superiore della campagna di argento (citato in LEOM) (Cenno storico in Famiglie nobili di Sicilia (archiviato dall'url originale il 12 febbraio 2018).) Ulteriore ragguaglio storico in Famiglie nobili di Sicilia (archiviato dall'url originale l'11 febbraio 2018).   |
|        | Ansaldi (Fossano, Mondovì) D'azzurro, al leopardo illeonito d'oro, macchiato di nero e lampassato di rosso Motto: Leo leonem vincit (citato in SUBL) |
|        | Ansaldi o Ansaldo di Messina (Sicilia) di rosso, al drago d'oro. Corona di barone (citato in Mango e in NBSC) (Cenno storico in Famiglie nobili di Sicilia (archiviato dall'url originale il 12 febbraio 2018).) |
|        | Ansaldi o Anzaldi o Ansaldi di Palermo (Sicilia) Titolo: barone di Spataro; marchese di Spataro d'azzurro, al destrocherio d'argento, impugnante un giglio d'oro, e la campagna di argento, con tre rose unite col fusto in alto (citato in Mango) d'azzurro con un braccio d'argento che impugna un giglio d'oro e la campagna d'argento con tre rose unite col fusto in alto. Corona di marchese (citato in NBSC) (Cenno storico in Famiglie nobili di Sicilia (archiviato dall'url originale il 12 febbraio 2018).) |
|        | Ansaldo (Sardegna) (la blasonatura deve ancora essere caricata) (citato in NBSD) |
|        | Ansalone o Anzalone (Catania) Titolo: baroni di Realcaccia, Spinagallo, Pettineo, de' Rossi, Scali, Comeni, Migaidi, Ogliastro, Castelluzzo, Fiumedinisi; marchese di Sorrentino; principe di Patti, Roccacolomba d'azzurro, a tre gemelle d'oro, poste in banda (citato in SPRE – Vol. I pag. 395, in Mango, in PRTS e in NBSC) 3 gemelle poste in banda di oro su azzurro (citato in LEOM) Cimiero: un cane uscente d'argento, collarinato di un collare d'oro, bordato e armato di punte dello stesso (Cenno storico in Famiglie nobili di Sicilia (archiviato dall'url originale il 12 febbraio 2018).) Ulteriore ragguaglio storico in Famiglie nobili di Sicilia (archiviato dall'url originale l'11 febbraio 2018). |
|        | Ansaloni (Modena) (la blasonatura non è stata ancora caricata) (citato in UNFE) Immagine nella Biblioteca Estense Universitaria (id. 5). |
|        | Anselmi (Firenze) d'azzurro, cancellato d'argento di 8 pezzi (citato in GUCA – pag. 103 e in DAlena) |
|        | Anselmi (Firenze) D'azzurro, cancellato di cinque pezzi d'argento (citato in ASFI) (DE) In Blau 1 silbernes Schräggitter (citato in KHIF) cancellato di argento su azzurro (citato in LEOM) alias D'azzurro, alla croce di sant'Andrea d'argento (citato in ASFI) |
|        | Anselmi (Padova) Titolo: Nobile d'argento, al castello di rosso di tre torri, aperte e finestrate di nero, merlate alla ghibellina (citato in SPRE – Vol. I pag. 395) castello (3 torri) di rosso merlato alla ghibellina aperto finestrato di nero su argento (citato in LEOM) |
|        | Anselmi (Treviso) Titolo: Nobile troncato: di nero all'avambraccio di carnagione con la mano aperta e d'azzurro a tre stelle (6) d'oro (citato in SPRE – Vol. I pag. 396) avambraccio destro di carnagione uscente da destra mano aperta su nero - 3 stelle (6 raggi) di oro su azzurro poste 2,1 (citato in LEOM) |
|        | Anselmi (Arcevia) di azzurro all'albero al naturale, terrazzato di verde e accostato a destra da un cane rampante al naturale e a sinistra da un serpe al naturale ondeggiante in palo (citato in SPRE – Vol. I pag. 396) albero al naturale su terrazzo di verde accostato - a sinistra da un cane rampante rivolto - a destra da un serpente ondeggiante in palo tutto al naturale su azzurro (citato in LEOM) |
|        | Anselmi (Barge) Titolo: consignori di Barge Trinciato di rosso e d'oro (citato in SUBL) |
|        | Anselmi (Racconigi) D'oro, al leone di nero, con una banda di rosso attraversante, carica di tre rose d'argento (citato in SUBL) |
|        | Anselmi (Murisengo) Titolo: consignori di Monteu Interzato in fascia, d'argento, di rosso e di nero (citato in SUBL) |
|        | Anselmi (Asti) D'azzurro, al braccio armato, d'argento, impugnante una serpe d'oro, alata Motto: Juvit utroque (citato in SUBL) |
|        | Anselmi (Nizza) D'argento, a tre pali di rosso, con il capo d'oro, cucito, carico di un'aquila di nero (citato in SUBL) |
|        | Anselmi (Casale) Di rosso, al leone, sostenente una torre, posta sul lato destro e sormontata da una crocetta, il tutto d'oro (citato in SUBL) |
|        | Anselmi (Montefalco) (la blasonatura non è stata ancora caricata) (citato in Degli Abbati) |
|        | Anselmi (Venezia) (la blasonatura non è stata ancora caricata) (citato in UNFE) Immagine nella Biblioteca Estense Universitaria (id. 5671). |
|        | Anselmi da San Felice (Firenze) Trinciato d'argento e di nero, a due bande ondate dell'uno nell'altro (citato in ASFI) |
|        | Anselmi Medici (Arcevia, Firenze) partito: nel 1º di azzurro all'albero al naturale, terrazzato di verde e accostato a destra da un cane rampante al naturale e a sinistra da un serpe al naturale ondeggiante in palo (Anselmi); e nel 2º d'oro a sei palle poste in orlo; quella in capo è di azzurro caricata di tre gigli d'oro, le altre sono di rosso (Medici) (citato in SPRE – Vol. I pag. 396) albero al naturale su terrazzo di verde accostato - a sinistra da un cane rampante rivolto - a destra da un serpente ondeggiante in palo tutto al naturale su azzurro - 5 palle di rosso e una di azzurro gigliata di oro poste in orlo su oro (citato in LEOM)                                                    |
|        | Anselmo (Sicilia) d'oro, al castello a tre torri di verde, aperto o finestrato di nero, cimato da un gallo del suo colore (citato in Mango) |
|        | Anselmo (Sicilia) d'oro con un castello sormontato da tre torri di verde (citato in NBSC) (Cenno storico in Famiglie nobili di Sicilia (archiviato dall'url originale il 12 febbraio 2018).) |
|        | Anselmo (Venezia) (troncato di rosso e d'argento, al leone attraversante dall'uno all'altro, tenente con la branca anteriore destra una bandierina d'argento caricata di una testa di moro) (citato in STBV) (immagine dello Stemmario reale di Baviera.) (la blasonatura non è stata ancora caricata) (citato in UNFE) Immagine nella Biblioteca Estense Universitaria (id. 7174). |
|        | Ansidea (Sicilia) di rosso con una banda d'oro (citato in NBSC) (Cenno storico in Famiglie nobili di Sicilia (archiviato dall'url originale il 12 febbraio 2018).) |
|        | Ansidei (Perugia) di rosso alla banda d'oro (citato in SPRE – Vol. I pag. 397) banda di oro su rosso (citato in LEOM) (Immagine nella Raccolta stemmi Trippini (JPG).) Cimiero: una branca di leone tenente un sasso d'oro |
|        | Ansidei Ben'incasa (Perugia) (la blasonatura non è stata ancora caricata) (citato in UNFE) Immagine nella Biblioteca Estense Universitaria (id. 7254). |
|        | Ansidei Signorelli Montemarte (Perugia) interzato in palo: 1º di rosso alla banda d'oro (Ansidei); 2º di rosso alla banda d'argento accompagnata da due gigli d'argento posti uno nel cantone sinistro del capo e l'altro nel cantone destro della punta (Montemarte). Di argento all'artiglio d'azzurro posto in banda (Signorelli) (citato in SPRE – Vol. I pag. 397) alias banda di oro su rosso - banda di argento su rosso - 2 gigli di argento posti in sbarra su rosso - zampa di leone posta in banda di azzurro su argento (citato in LEOM) Cimiero: una branca di leone tenente un sasso d'oro Motti: A deo et ad Deum cuncta e Fortiter et prudenter                                                            |

### Anta
| Stemma | Casato e blasonatura |
| ------ | --- |
|        | Antaldi (Pesaro) d'azzurro alla croce patente potenziata d'oro, a 4 rose di argento e 4 stelle d'oro alternate in orlo (citato in SPRE – Vol. I pag. 398) croce patente potenziata di oro su azzurro accompagnata da - 4 rose di argento e 4 stelle (6 raggi) di oro alternate in orlo (citato in LEOM) |
|        | Antaldi (la blasonatura non è stata ancora caricata) (citato in UNFE) Immagine nella Biblioteca Estense Universitaria (id. 4466). |
|        | Antamoro o Antamori (Roma) bandato di oro e di nero al capo d'azzurro caricato di un crescente d'oro e sostenuto da una fascia dello stesso (citato in SPRE – Vol. I pag. 398) alias Bandato di oro e di nero al capo d'azzurro caricato di una luna montante d'oro sostenuta da una riga dello stesso (citato in Campidoglio, vol. I, pag. 49, immagine in Rust, Antamori (PDF).) bandato di oro di nero - luna montante di oro su azzurro in capo - trangla di oro (citato in LEOM) Motto: Ante mori quam foedari |

### Ante
| Stemma | Casato e blasonatura |
| ------ | --- |
|        | Antella (la blasonatura non è stata ancora caricata) (citato in UNFE) Immagine nella Biblioteca Estense Universitaria (id. 3507). |
|        | Antellesi o Dell'Antella (Firenze) d'argento, all'archipendolo di rosso piombato di nero (Immagine nella Raccolta stemmi Trippini (JPG).) |
|        | Antelli (Cesena) (la blasonatura non è stata ancora caricata) (citato in BLCW) Immagine in Blasone Cesenate. |
|        | Antelmi (la blasonatura non è stata ancora caricata) (citato in UNFE) Immagine nella Biblioteca Estense Universitaria (id. 4726). |
|        | Antelminelli (Lucca) Cane (citato in DAlena) |
|        | Antenelli (Ferrara) d'azzurro al destrocherio vestito di rosso tenente una freccia di nero in palo volta all'ingiù in atto di ferire un cuore di rosso sostenuto da una fiamma dello stesso movente dalla punta, e accompagnato in capo da tre stelle di sei raggi d'oro ordinate in fascia (citato in SPRE – Vol. I pag. 403) |
|        | Anterminelli (la blasonatura non è stata ancora caricata) (citato in UNFE) Immagine nella Biblioteca Estense Universitaria (id. 465). |
|        | Anterminelli (la blasonatura non è stata ancora caricata) (citato in UNFE) Immagine nella Biblioteca Estense Universitaria (id. 2834). |

### Anti
| Stemma                  | Casato e blasonatura |
| ----------------------- | --- |
|                         | Antichi (Perugia) la stella d'oro nel campo turchino (citato in UNFE) Immagine nella Biblioteca Estense Universitaria (id. 7352). |
|                         | Antichi (Perugia) tre stelle d'oro nel campo azzurro e di sotto la sbarra rossa tre fiamme di verde (?) nel campo giallo (citato in UNFE) Immagine nella Biblioteca Estense Universitaria (id. 7353). |
|                         | Antichini (Cesena) (la blasonatura non è stata ancora caricata) (citato in BLCW) Immagine in Blasone Cesenate. |
|                         | Antici d'azzurro alla cotissa d'oro accompagnata da 4 stelle di sei raggi dello stesso (citato in SPRE – Vol. I pag. 399) alias D'azzurro alla banda d'oro accompagnata da 4 stelle dello stesso (citato in Campidoglio, vol. I, pag. 50) |
|                         | Antici o Antici Matthews (Roma) (partito semitroncato: nel 1º d'azzurro alla cotissa centrata d'oro accompagnata da 4 stelle di otto raggi dello stesso; nel 2º d'oro caricato all'aquila di nero membrata, imbeccata e coronata d'oro; nel 3º scaccato di nero e d'argento di sei file e sette tiri, alla cotissa di oro attraversante) (immagine in Rust, Antici (PDF). URL consultato il 7 aprile 2017 (archiviato dall'url originale il 4 marzo 2016).) |
| (disegno da correggere) | Antici Mattei (Roma) Titoli: Nobile dei Principi, Nobile Romano, Nobile di Recanati, Nobile di Ancona, Nobile di Tolentino, Nobile di Filottrano, Nobile di Rieti, Nobile di Amelia, Nobile di Norcia, trattamenti di Donna partito: nel 1º d'azzurro alla cotissa d'oro accompagnata da 4 stelle di sei raggi dello stesso (Antici); nel 2º scaccato di argento e di azzurro di otto file alla cotissa di oro attraversante. capo d'oro caricato di un'aquila di nero membrata, imbeccata e coronata d'oro (Mattei) (citato in SPRE – Vol. I pag. 399 e Vol. IX pag. 220) banda di oro su azzurro - 4 stelle (6 raggi) dello stesso poste in doppia banda su azzurro - banda di oro su scaccato di argento e di azzurro - capo d'Impero (citato in LEOM) Cimiero: una spada in palo attraversante un libro aperto, contornata da un listello svolazzante col motto: aut in hoc, aut cum hoc Sostegni: due leoni al naturale rampanti coronati, quello di destra da corona comitale e sorreggente un pennone con la scritta: Castrum S. Petri; quello di sinistra di corona marchionale e sorreggente un pennone con la scritta Castrum Pesciae. Lo scudo è accollato alla croce di Malta e cimato dalla Basilica Papale (Innocenzo II dei Guidoni poi Paparecchi quindi Mattei) e sormontato dall'elmo con corona principesca col cercine e gli svolazzi d'oro, di argento, d'azzurro e di nero, e il cimiero già descritto. Il tutto sotto il manto di velluto rosso soppannato di ermellino con cordoni e fiocchi d'oro, sormontato dalla corona principesca |
|                         | Antico (Molfetta) d'azzurro, a 3 monti di verde, quello di mezzo più alto e cimato di un pino al naturale (citato in DAlena e in ) |
|                         | Antifassi (Firenze) Partito di... e di... (citato in ASFI) |
|                         | Antignano (Antignano) Titolo: signori di Costigliole d'Asti; consignori di Antignano D'oro, a tre pali ondati, d'azzurro (citato in SUBL) |
|                         | Antignano (Napoletano) (la blasonatura non è stata ancora caricata) (di rosso a quattro fasce increspate d'argento, al capo di rosso caricato di tre angemme d'argento) (citato in NBNA) |
|                         | Antignolli (Perugia) sbarra d'argento in campo rosso (citato in UNFE) Immagine nella Biblioteca Estense Universitaria (id. 7226). |
|                         | Antignolo o Antignoli(Sicilia) d'argento, alla coppa d'azzurro, sormontata nel capo da una rosa di rosso (citato in Mango) |
|                         | Antimaci (Mantova) Serpente (citato in DAlena) |
|                         | Antimi (Macerata, Feltria, Rimini) d'azzurro allo scaglione di rosso carico di tre stelle di sei raggi ed accompagnato da tre gigli, con un leone movente dal vertice dello scaglione, il tutto d'oro (citato in SPRE – Vol. IX pag. 220) leone rampante di oro sulla punta dello scaglione di rosso caricato da 3 stelle (6 raggi) di oro su azzurro - 3 gigli di oro su azzurro posti 2,1 (citato in LEOM) |
|                         | Antino (Napoletano) (la blasonatura non è stata ancora caricata) (citato in NBNA) |
|                         | Antinori (Firenze, Napoli) Titoli: Patrizio Fiorentino, Nobile dei Marchesi troncato: nel 1º losangato d'oro e di azzurro; nel 2º d'oro pieno (citato in SPRE – Vol. I pag. 401 e Vol. IX pag. 221, in NBNA e in MONT - pag. 140 (d'oro, al capo losangato d'azzurro, e d'oro)) (DE) Geteilt: Oben blau-gold gerautet, unten ledig gold (citato in KHIF) losangato di oro e di azzurro - oro pieno (citato in LEOM) Motto: 1. Te disce proficio. 2. Frangar, non flectar. Cimiero: un genio alato al naturale nascente, corazzato d'un losangato d'oro e d'azzurro Supporti: due genii simili terminanti inferiormente in coda di sirena Notizie storiche in Nobili napoletani. |
|                         | Antinori (Firenze) d'oro col capo losangato d'oro e d'azzurro (citato in MONT – pag. 45) |
|                         | Antinori (Firenze) Troncato: nel 1º losangato d'oro e d'azzurro; nel 2º d'oro pieno (citato in ASFI) (Immagine nella Raccolta stemmi Trippini (JPG).) alias Troncato: nel 1º losangato d'oro e d'azzurro; nel 2º d'oro pieno, con il capo d'Angiò (citato in ASFI) |
|                         | Antinori (Firenze) (la blasonatura non è stata ancora caricata) (citato in UNFE) Immagine nella Biblioteca Estense Universitaria (id. 2794). |
|                         | Antinori (Firenze) (la blasonatura non è stata ancora caricata) (citato in UNFE) Immagine nella Biblioteca Estense Universitaria (id. 4648). |
|                         | Antinori (Cesena) (la blasonatura non è stata ancora caricata) (citato in BLCW) Immagine in Blasone Cesenate. |
|                         | Antinori (Perugia) d'azzurro al ramo di rosa fiorito di 3 pezzi al naturale disposti a ventaglio (citato in SPRE – Vol. I pag. 402) 3 rose di argento stelate di verde su azzurro (citato in LEOM) |
|                         | Antinori (Perugia) (la blasonatura non è stata ancora caricata) (citato in UNFE) Immagine nella Biblioteca Estense Universitaria (id. 7317). |
|                         | Antinoro (Napoletano) (la blasonatura non è stata ancora caricata) (citato in NBNA) |
|                         | Antiochia (Sicilia) Titolo: conte di Capizzi di rosso, seminato di gigli d'oro (citato in Mango) di rosso sparso di gigli d'oro. Corona di conte (citato in NBSC) alias d'argento, all'aquila spiegata di nero, coronata dello stesso (citato in Mango) (Cenno storico in Famiglie nobili di Sicilia (archiviato dall'url originale il 12 febbraio 2018).) |
|                         | Antiquarii (Perugia) (la blasonatura non è stata ancora caricata) (citato in UNFE) Immagine nella Biblioteca Estense Universitaria (id. 7372). |

### Anto
| Stemma                  | Casato e blasonatura |
| ----------------------- | --- |
|                         | Antoglietta (Taranto) (la blasonatura non è stata ancora caricata) (citato in DAlena) |
|                         | Antogno (Moncalieri) d'argento, alla pianta di cotogno di verde, fruttata d'oro (citato in GUCA – pag. 212 e in DAlena) |
|                         | Antogno o Antono o Ottogno (Moncalieri) Troncato, al 1° d'azzurro, a tre stelle d'oro, ordinate in fascia, al 2° d'argento, al cotogno di verde, fruttato d'oro, con alcune foglie cadenti Motto: Meminisse iuvabit (citato in SUBL) |
|                         | Antolini (Ostra) partito: nel 1º spaccato di azzurro e di argento alla fascia di rosso attraversante sulla partizione, accompagnata in capo da una cometa d'oro ondeggiante in palo, accostata da due stelle dello stesso; ed in punta da un pino terrazzato di verde; nel 2º di azzurro al gallo d'argento, crestato di rosso, posto sopra un terreno di verde (citato in SPRE – Vol. I pag. 403) alias fascia di rosso su troncato di azzurro e di argento - cometa posta in palo affiancata da 2 stelle (6 raggi) tutto di oro su azzurro - albero di pino su terrazzo di verde su argento - gallo di argento crestato e barbato di rosso su terrazzo di verde su azzurro (citato in LEOM) |
|                         | Antolini (Aquileia, Venezia) (la blasonatura non è stata ancora caricata) (citato in UNFE) Immagine nella Biblioteca Estense Universitaria (id. 7101). |
|                         | Antolini (Aquileia, Venezia) (la blasonatura non è stata ancora caricata) (citato in UNFE) Immagine nella Biblioteca Estense Universitaria (id. 5672). |
|                         | Antolini (Aquileia, Venezia) (la blasonatura non è stata ancora caricata) (citato in UNFE) Immagine nella Biblioteca Estense Universitaria (id. 5673). |
|                         | Antollini (Veneto) (d'azzurro, alla banda d'oro, accompagnata da due crocette patenti e fitte di rosso) (citato in STBV) (immagine dello Stemmario reale di Baviera.) |
|                         | Antollini (Veneto) (troncato: nel 1º di verde, alla banda di rosso; nel 2º d'oro alla rosa d'argento) (citato in STBV) (immagine dello Stemmario reale di Baviera.) alias (troncato: nel 1º d'azzurro, alla banda di rosso; nel 2º d'oro alla rosa di rosso) (citato in STBV) (immagine dello Stemmario reale di Baviera.) |
|                         | Antolotti (Compiano) (la blasonatura non è stata ancora caricata) (citato in DAlena) |
|                         | Antonaccio (Molfetta) d'azzurro, a 3 monti di verde, quello di mezzo più alto e cimato di una quercia al naturale, con la sbarra di rosso attraversante sul tutto (citato in ) |
|                         | Antonelli (Ferrara) braccio destro vestito di rosso uscente da destra impugnante con la mano di carnagione una freccia di nero posta in palo punta al basso su azzurro - fiamma uscente dalla punta di rosso sormontata da cuore dello stesso su azzurro - 3 stelle (6 raggi) di oro poste in fascia in alto su azzurro (citato in LEOM) |
|                         | Antonelli (Roma, Montefiascone) d'azzurro alla fascia d'argento accompagnata in capo da un semivolo ed in punta da 3 pali; il tutto d'argento (citato in SPRE – Vol. I pag. 404) fascia di argento su azzurro - ala sinistra di argento su azzurro in alto - 3 pali di argento su azzurro in basso (citato in LEOM) |
|                         | Antonelli (Roma) D'azzurro ad una palizzata d'oro di sei ferri ritorti in punta scaricanti a destra, cinta da una fascia in giro del medesimo in fondo della quale posa un mezzovolo sinistro spiegato in nero (citato in Campidoglio, vol. I, pag. 52) alias (la blasonatura non è stata ancora caricata) (immagine in Rust, Antonelli (PDF). URL consultato il 7 aprile 2017 (archiviato dall'url originale il 5 marzo 2016).) |
|                         | Antonelli (Roma) d'azzurro alla sirena di carnagione codata di verde, movente da un mare d'argento ombrato di azzurro in atto di suonare una tromba d'oro e fissante una cometa dello stesso ondeggiante in banda nel canton destro del capo (citato in SPRE – Vol. I pag. 404) sirena di carnagione coda di verde che suona una tromba di oro reggendola con la destra uscente da mare ombrato di azzurro su azzurro - cometa posta in banda di oro in alto a sinistra su azzurro (citato in LEOM) Sirena uscente dal mare agitato d'argento nella punta dello scudo, che dà fiato ad una tromba marina e guarda una cometa (citato in Campidoglio, vol. I, pag. 53, immagine in Rust, Antonelli/2 (PDF). URL consultato il 7 aprile 2017 (archiviato dall'url originale il 4 marzo 2016).) |
|                         | Antonelli (Montefiascone) d'azzurro alla fascia d'argento accompagnata in capo da un semivolo ed in punta da tre pali, il tutto d'argento (citato in SPRE – Vol. I pag. 404) |
| (disegno da correggere) | Antonelli e Antonelli Oliva (L'Aquila) Titolo: patrizi dell'Aquila di azzurro alla fascia di rosso caricata da una stella di argento ed accompagnata da altre tre stelle di oro di sei raggi, due nel capo ed un in punta (citato in SPRE – Vol. I pag. 404) D'azzurro alla fascia di rosso caricata di una stella d'argento, accompagnata da due stelle di sei raggi d'oro nel capo, e da un'altra simile in punta (citato in DAlena e in PRTS) stella (6 raggi) di argento su fascia di rosso su azzurro - 3 stelle (6 raggi) di oro su azzurro poste 2,1 (citato in LEOM) alias d'argento alla rovere sradicata di verde, accostata al tronco da due porci pascolanti di nero (citato in DAlena) |
| (disegno da correggere) | Antonelli (Asolo) Titolo: Nobile di rosso, a tre pali d'oro, scorciati e ritirati verso la punta con due biancospini secchi, al naturale, nodriti nei pali laterali (citato in SPRE – Vol. I pag. 405) 3 pali scorciati e ritirati verso la punta di oro i 2 laterali cimati da 2 biancospini secchi al naturale su rosso (citato in LEOM) |
|                         | Antonelli (Asolo) D'azzurro al monte di tre cime all'italiana d'oro caricato di due pianticelle di (…) di verde (citato in DAlena) |
|                         | Antonelli (Firenze) Tagliato: nel 1º d'azzurro, alla stella a otto punte d'oro; nel 2º di rosso, al crescente rivolto d'argento; con la sbarra diminuita d'oro passata sulla partizione (citato in ASFI) |
|                         | Antonelli (Napoletano) (la blasonatura non è stata ancora caricata) (citato in NBNA) |
|                         | Antonelli (Napoletano) (la blasonatura non è stata ancora caricata) (citato in NBNA) |
|                         | Antonelli (Napoletano) (la blasonatura non è stata ancora caricata) (citato in NBNA) |
|                         | Antonelli (Rutigliano, Noicattaro, Foggia) interzato al mantello: nel 1º d'azzurro a un destrocherio sostenente nel pugno un compasso con le punte all'insù e sormontato da due stelle di otto punte d'oro; nel 2º d'argento a un tavolo quadrato di nero sostenente un teschio al naturale, sormontato da una crocetta del secondo; nel 3º d'azzurro a un pino sradicato al naturale (citato in RTGL) alias partito semitroncato: nel 1º azzurro, a una croce di nero; nel 2º di argento a un tavolino quadrato di nero sostenentge un teschio al naturae; nel 3º d'azzurro a un destrocherio tenente due palmette poste in croce di S. Andrea e sormontato nel capo di tre rose di rosso (citato in RTGL) alias interzato in mantello: nel 1º d'azzurro a un destrocherio di carnagione vestito di rosso sostenente sul pugno chiuso una farfalla la naturale e sormontato nel capo da tre stelle di 5 raggi d'oro male ordinate; nel 2º di argento a un tavolo quadrato sostenente un teschio al naturale sormontato da una crocetta di nero; nel 3º d'azzurro a un albero sostenuto da una campagna di verde (citato in RTGL)                                         |
|                         | Antonelli (Noicattaro) interzato in mantello: nel 1º d'azzurro a un destrocherio sostenente nel pugno un compasso con le punte all'insù e accompagnato in capo da tre stelle di otto punte d'oro, male ordinate, e in punta da tre gigli ordinati in fascia dello stesso; nel 2º di argento a un tavolo quadrato di nero sostenente un teschio al naturale sormontato da una crocetta del secondo; nel 3º d'azzurro a un albero sostenuto da una campagna e cimato da un uccello, il tutto al naturale (citato in RTGL) |
|                         | Antonelli (Senigallia) (la blasonatura non è stata ancora caricata) (citato in UNFE) Immagine nella Biblioteca Estense Universitaria (id. 4993). |
|                         | Antoni (Pisa) D'oro, alla sbarra d'azzurro caricata di tre stelle a sei punte del campo, accompagnata da una lettera N maiuscola di nero nel cantone destro del capo, e da una lettera A maiuscola dello stesso nel cantone sinistro della punta alias D'oro, alla sbarra d'azzurro caricata di tre stelle a otto punte del campo, accompagnata da una lettera N maiuscola di nero nel cantone destro del capo, e da una lettera A maiuscola dello stesso nel cantone sinistro della punta (citato in ASFI) |
|                         | Antonia (Molise) Spaccato d'azzurro e d'argento, al fiore di pervinca del secondo, fustato e fogliato di verde, attraversante sul tutto, e accompagnato da due stelle d'oro (citato in DAlena) |
|                         | Antoniacci di rosso al monte di 3 cime d'oro sormontato da una quercia al naturale, con la sbarra di verde attraversante sul tutto (citato in SPRE – Vol. III pag. 59) |
| (disegno da correggere) | Antoniani (Veroli) partito: nel 1º d'azzurro alla fascia di rosso caricata di 3 stelle d'oro accompagnato in capo da un giglio d'oro ed in punta da un monte di 3 cime dello stesso; nel 2º semipartito spaccato: a) d'oro all'albero di verde; b) d'oro alla croce patente di rosso; c) d'azzurro 2 colombe affrontate d'argento (citato in SPRE – Vol. I pag. 405) 3 stelle (6 raggi) di oro su fascia di rosso su azzurro - giglio di oro in alto su azzurro - monte a 3 cime di oro uscente dalla punta su azzurro - albero sradicato di verde su oro - croce patente di rosso su oro - 2 colombe di argento affrontate su azzurro (citato in LEOM) |
|                         | Antoniazzi o Antoniassi (Buttigliera d'Asti) Titolo: consignori di Monale (?), S. Sebastiano D'oro, alla pianta di cardo fiorita, al naturale (citato in SUBL) |
|                         | Antonibon (Bassano Veneto) Titolo: Nobile d'argento, alla fascia d'oro cucita, accompagnata in capo da tre stelle (6) di rosso, male ordinate, ed in punta da un albero nodrito nel terreno al naturale (citato in SPRE – Vol. I pag. 405) fascia di oro su argento - 3 stelle (6 raggi) di rosso in alto poste 1,2 su argento - albero al naturale su ristretto di verde uscente dalla punta su argento (citato in LEOM) |
|                         | Antonibon (Bassano Veneto) Titolo: Nobile di argento alla fascia convessa d'oro, accompagnata in capo da tre stelle di 8 raggi di rosso male ordinate, ed in punta da un albero al naturale nodrito nel terreno di verde (citato in SPRE – Vol. IX pag. 221) fascia convessa di oro su argento - 3 stelle (8 raggi) di rosso in alto poste 1,2 su argento - albero al naturale su terrazzo di verde su argento (citato in LEOM) |
|                         | Antonielli (Torino) Titoli: Nobile del Sacro Romano Impero, Conte d'Oulx, Barone di Costigliole (Saluzzo) troncato d'azzurro e d'argento, colla fascia di rosso, in divisa, sulla partizione: il 1º a 3 stelle d'oro; il 2º all'aquila bicipite, di nero, armata, rostrata e coronata d'oro sulle due teste (citato in SPRE – Vol. I pag. 406 e in SUBL) fascia in divisa di rosso su troncato di azzurro e di argento - 3 stelle (5 raggi) di oro poste in fascia in alto su azzurro - aquila bicipite di nero con corona reale di oro su argento (citato in LEOM) Cimiero: una lingua di fiamma soffiata da due figure di venti, affrontate, al naturale Motto: Sic augeor alias Troncato, d'azzurro su oro, con la fascia di rosso in divisa, sulla partizione, il 1º a tre stelle d'oro, 2, 1; il 2º all'aquila bicipite di nero, coronata d'argento alias D'oro, a un cappello ecclesiastico di rosso, accompagnato da tre stelle, d'azzurro, due in punta, una in capo (arma antica) alias Troncato d'azzurro su oro, il 1º a tre stelle d'oro, male ordinate, il 2º a un cappello ecclesiastico, di rosso (arma antica) Motto: Ad sublimia semper (citato in SUBL) |
|                         | Antonini (Udine) di rosso, alla pila d'argento, movente dal fianco destro e convergente nel centro del fianco sinistro (citato in GUCA – pag. 424 e in DAlena) |
|                         | Antonini (New York) Titoli: Conte di Saciletto, Consignori di Fagagna di rosso e di azzurro alla pila d'argento movente dal fianco destro e convergente nel fianco sinistro Cimiero: la torre coperta di volta tonda Motto: Fortis pietas vigilo (citato in SPRE – Vol. I pag. 406) |
|                         | Antonini (New York) pila (spicchio) di argento uscente dal fianco destro in basso convergente sul cantone sinistro del capo su trinciato di rosso e di azzurro (citato in LEOM) |
|                         | Antonini (Napoli, Roma) d'azzurro alla torre d'oro a due piani, terrazzati di verde, accompagnati in capo da una cometa d'oro ondeggiante in fascia Motto: Virtus in infaustis fortior (citato in SPRE – Vol. I pag. 407) D'azzurro alla torre d'oro piantata sulla campagna erbosa, ed accompagnata nel capo da una stella codata parimenti d'oro (citato in DAlena) alias torre di oro (2 piani) su colle di verde uscente dalla punta su azzurro - cometa posta in fascia di oro in alto coda a destra su azzurro (citato in LEOM) alias D'azzurro al maschio di fortezza di rosso torricellato di due pezzi dello stesso aperto e finestrato del campo, ed accompagnato nel capo da una cometa d'oro (citato in Campidoglio, vol. I, pag. 53) alias (la blasonatura non è stata ancora caricata) (immagine in Rust, Antonini (PDF).) |
| (disegno da correggere) | Antonini (Ostra, Fano, Arcevia) di verde alla fascia d'oro caricata dal motto: Pax, in nero accompagnata in capo da una colomba volante di argento e tenente nel becco un ramo d'ulivo; e in punta da tre monti d'oro 1, 2 (citato in SPRE – Vol. I pag. 407 e in DAlena) motto in lettere maiuscole di nero: "PAX" su fascia di oro su verde - colomba della pace in volo in alto su verde - monte a 3 cime di oro in basso su verde (citato in LEOM) |
|                         | Antonini (Rovereto (Trento)) troncato: nel 1º d'oro all'aquila coronata di nero; nel 2º di rosso allo scaglione d'oro accompagnato in capo da due stelle a sei punte dello stesso; con la fascia in divisa d'argento sulla troncatura a tre bande d'azzurro (citato in SPRE – Vol. IX pag. 222) 3 bande di azzurro su fascia in divisa di argento su troncato di oro e di rosso - aquila coronata di nero su oro - scaglione di oro su rosso - 2 stelle (6 raggi) di oro su rosso (citato in LEOM) Cimiero: l'aquila coronata del primo punto Motto: Sit nomen Domini benedictus |
|                         | Antonini (Trento) Spaccato: al 1° d'oro all'aquila di nero coronata del campo; al 2° di rosso, a due stelle accostate d'oro sormontanti un A dello stesso; colla fascia d'argento, caricata da tre bende d'azzurro, attraversante (citato in DAlena) alias 3 bande di azzurro su fascia ristretta di argento su troncato di oro e di rosso - aquila di nero coronata di oro sull'oro - lettera A maiuscola di oro accompagnata in basso da - 2 stelle (5 raggi) dello stesso poste in fascia sul rosso (citato in LEOM) |
|                         | Antonini (Firenze) D'argento, alla fascia accompagnata in capo da due stelle a sei (o otto) punte e in punta da un giglio, talvolta bottonato, il tutto di rosso (citato in ASFI) |
|                         | Antonini (Umbria) Bandato d'azzurro e d'argento (citato in DAlena) |
|                         | Antonini (Napoletano) (la blasonatura non è stata ancora caricata) (citato in NBNA) |
|                         | Antonini (Cesena) (la blasonatura non è stata ancora caricata) (citato in BLCW) Immagine in Blasone Cesenate. |
|                         | Antonio di Giovanni Linaiolo (Toscana) (DE) In Gold 1 blauer Schrägbalken (citato in KHIF) |
|                         | Antonioli (Val Camonica, Prevalle) d'argento, al monte di tre cime al naturale, sostenente una palma, al naturale . tre colli sormontati da una palma (citato in Piovanelli |
|                         | Antonioni (Torre di Bairo) Titolo: consignori di Bairo D'argento, al torrione merlato di tre pezzi, di rosso, con il capo d'oro all'aquila coronata, di nero Motto: Esto turris fortitudinis (citato in SUBL) |
|                         | Antoniotti (Biella) Troncato, d'azzurro, a un sole di sedici raggi, d'oro, e d'argento, a tre stelle di rosso, ordinate in fascia alias Partito, di Antoniotti (Troncato, d'azzurro, a un sole di sedici raggi, d'oro, e d'argento, a tre stelle di rosso, ordinate in fascia) e di Pellizzone Motto: Omnia ab lumine (citato in SUBL) |
|                         | Antonius (Toscana) (DE) Silber-schwarz schräggeviert (citato in KHIF) |
|                         | Antonj (Venezia, San Tomà) Titoli: Nobile dell'I. A. col predicato di Luetzenfeld troncato: al 1º d'azzurro, alla spada al naturale con elsa d'oro, posta in sbarra, accompagnata vicino all'elsa da due rami d'alloro, al naturale, fruttati di rosso, piegati, affrontati e decussati; al 2º di oro al leone d'azzurro, linguato di rosso Cimiero: il leone del campo tenente una spada (citato in SPRE – Vol. I pag. 408) spada al naturale con elsa di oro posta in sbarra accompagnata da corona di alloro al naturale presso l'elsa su azzurro - leone rampante di azzurro su oro (citato in LEOM) |
|                         | Antono Troncato, d'oro, all'aquila di nero, e partito d'argento e d'azzurro, con la fascia troncata di rosso e di nero sulla partizione alias Troncato, d'oro, all'aquila di nero, linguata di rosso, e partito d'argento e d'azzurro, con la fascia troncata di rosso e di verde sulla partizione (citato in SUBL) |
|                         | Antonucci (Roma, Subiaco) troncato da una riga di rosso centrata: nel 1º di azzurro al sole di oro; nel 2º d'oro al pino di verde terrazzato dello stesso con una serpe al naturale accollata al tronco dell'albero (citato in SPRE – Vol. I pag. 408) fascia in divisa convessa di rosso su troncato di azzurro e di oro - sole di oro in alto su azzurro - albero di pino di verde su terrazzo dello stesso uscente dalla punta con serpe al naturale accollata al tronco su oro (citato in LEOM) Motto: Pax nobis |
|                         | Antonucci (Gubbio) d'oro al monte di tre cime di verde sormontato da un'aquila di nero (citato in SPRE – Vol. IX pag. 222) aquila di nero su oro - monte a 3 cime di verde su oro (citato in LEOM) |

### Anv
| Stemma | Casato e blasonatura |
| ------ | --- |
|        | Anversa (la blasonatura non è stata ancora caricata) (citato in UNFE) Immagine nella Biblioteca Estense Universitaria (id. 2657), su bibliotecaestense.beniculturali.it. URL consultato il 9 dicembre 2020 (archiviato dall'url originale il 5 marzo 2016). |

### Anz
| Stemma | Casato e blasonatura |
| ------ | --- |
|        | Anzagalli (Pisa) Gallo (citato in DAlena) |
|        | Anzani (Napoli) di rosso alle due lance d'oro passate in croce di S. Andrea, accompagnate da quattro gigli dello stesso (citato in NBNA) Notizie storiche in Nobili Napoletani. |
|        | Anziani (Ravenna) d'azzurro, alla fenice d'oro nella sua immortalità di rosso, fissante un sole dello stesso posto nel 1º cantone (citato in GUCA – pag. 255 e in DAlena) |
|        | Anziani d'azzurro, alla fenice d'argento, sulla sua immortalità d'oro infiammata di rosso, mirante il sole d'oro, orizzontale a destra (citato in MONT – pag. 128) |
|        | Anziani (Firenze) Titolo: Nobile di Pontremoli d'azzurro alla fenice d'argento, fissante un sole d'oro posto nel cantone destro dello scudo (citato in SPRE – Vol. I pag. 408 e Vol. IX pag. 222) D'azzurro, alla fenice d'argento (o al naturale) sulla sua immortalità di rosso, riguardante il sole d'oro, posto nel cantone destro del capo (citato in ASFI) fenice di argento con la sua pietà di rosso mirante sole di oro posto nel canton sinistro del capo su azzurro (citato in LEOM) |
|        | Anziani (Cesena) (la blasonatura non è stata ancora caricata) (citato in BLCW) Immagine in Blasone Cesenate. |
|        | Anzilotti (Pescia) Di..., a due lance decussate di..., sormontate da una stella a sei punte di... alias Di..., a due lance decussate di..., sormontate da una stella a otto punte di... (citato in ASFI) |
|        | Anzio (Sicilia) di rosso, alla pergola d'argento (citato in Mango e in NBSC) (Cenno storico in Famiglie nobili di Sicilia (archiviato dall'url originale il 12 febbraio 2018).) |
|        | Anzo o Andenagassi (Venezia) (la blasonatura non è stata ancora caricata) (citato in UNFE) Immagine nella Biblioteca Estense Universitaria (id. 5674). |